# David Andersson
David Andersson (Vänersnäs, 23 februari 1994) is een Zweedse langebaanschaatser.
In het seizoen 2011/2012 liet Andersson zich zien op de juniorenwedstrijden. Hij won zilver in de eindstand van de wereldbeker schaatsen junioren 2011/2012 over 3000/5000 meter, werd tiende op de 1500 meter op de wereldkampioenschappen schaatsen junioren 2012 en vierde op de 5000 meter. Ook werd hij vierde in het allroundklassement.
Zijn debuut bij de senioren maakte hij op 11 januari 2013 in Thialf met een achttiende plaats op de Europese kampioenschappen schaatsen 2013. Bij de Europese kampioenschappen schaatsen 2014 in Hamar won hij een plekje en werd zeventiende. Andersson laat zich verder vooral zien op de 1500 meter, zo mocht hij meedoen aan de wereldkampioenschappen schaatsen afstanden 2013 - 1500 meter mannen waar hij 23e werd. Op de Olympische Spelen in Sotsji was hij de enige Zweedse schaatser en eindigde hij als 38ste op zowel de 1000 m als de 1500 m.

## Persoonlijke records
| Afstand      | Tijd     | Datum            | Baan           |
| ------------ | -------- | ---------------- | -------------- |
| 500 meter    | 35,45    | 8 december 2017  | Salt Lake City |
| 1000 meter   | 1.09,06  | 10 december 2017 | Salt Lake City |
| 1500 meter   | 1.45,61  | 20 november 2013 | Salt Lake City |
| 3000 meter   | 3.51,44  | 9 december 2012  | Inzell         |
| 5000 meter   | 6.40,16  | 24 november 2012 | Kolomna        |
| 10.000 meter | 14.55,48 | 17 december 2011 | Göteborg       |

## Resultaten
| Jaar | EK Sprint | EK Allround | WK Afstanden | Olympische Spelen   | WK Junioren                              |
| ---- | --------- | ----------- | ------------ | ------------------- | ---------------------------------------- |
| 2012 |           |             |              |                     | 4e (7e, 6e, 8e, 4e)                      |
| 2013 |           | NC18        | 23e 1500m    |                     | NC25 (15e, 17e, 10e, -) 5e Achtervolging |
| 2014 |           | NC17        |              | 38e 1000m 38e 1500m |                                          |
| 2015 |           | NC19        |              |                     |                                          |
| 2016 |           |             | 12e 1500m    |                     |                                          |
| 2017 | NS4       |             |              |                     |                                          |